# Phoenix Wright: Ace Attorney
Phoenix Wright: Ace Attorney (i Japan känt som 逆転裁判 蘇る逆転, Gyakuten Saiban: Yomigaeru Gyakuten, bokstavligen Helomvändningsrättegång: Helomvändningsåteruppväckande), är ett datorspel i genrerna äventyrsspel och visuell roman, utvecklat av Capcom för Nintendo DS år 2005.
Spelet släpptes först till Game Boy Advance den 11 oktober 2001 under namnet Gyakuten Saiban, och enbart i Japan. Nintendo DS-versionen tillför touch screen- och mikrofonstöd och en ny femte episod kallad "Rise from the Ashes". "Rise from the Ashes" är betydligt längre än spelets övriga fyra episoder och använder sig av Nintendo DS-konsolens touch screen, mikrofon och 3D-renderingsmöjligheter i större utsträckning än de andra episoderna; detta eftersom den designades specifikt för Nintendo DS.

## Gameplay
I Phoenix Wright: Ace Attorney, iklär sig spelaren rollen som försvarsadvokat Phoenix Wright, som tvingas utföra ett antal uppgifter, vissa typiska sysslor för en försvarsadvokat och andra som har mindre att göra med advokatyrket.

### Kontrollsystemet
Det finns två sätt att kontrollera spelet. Det första är helt taget från originalspelet Gyakuten Saiban och använder ett mer standardiserat system för att styra spelets händelser. De nya kontrollerna använder sig av pekskärmen. Genom att använda den tryckkänsliga skärmen kan spelaren avancera i dialogen genom att trycka på en stor "Play"(spela)-knapp som sitter i mitten av skärmen, undersöka föremål med en "Court Record"(domstolsprotokoll)-knapp, förhöra vittnen med en "Press"(pressa)-knapp och presentera bevismaterial som motsäger ett vittnesmål med en "Present"(framför)-knapp. Dessutom kan spelaren tala in tre olika fraser i mikrofonen - "Objection" (Invändning), "Hold It" (Vänta) och "Take That" (Här har du) vid specifika tillfällen för att aktivera "Present"- och "Press"-funktionerna. Den nya episoden som inkluderades i Phoenix Wright (Episod 5) använder sig av DS' funktioner vid ett antal tillfällen, exempelvis för att spraya luminol via touch screenen för att lokalisera blodspår vid brottsplatser, pudra för fingeravtryck, eller undersöka en tredimensionell version av bevisföremål för att hitta nya ledtrådar.
Spelet innefattar totalt fem rättegångar. I samhället där spelet tar plats har rättssystemet effektiviserats och kräver att när en person arresteras skall en högst tre dagar lång rättegång hållas för att försöka bevisa svarandens oskuld. Bedöms inte den misstänkte som "oskyldig" så dras denne inför en högre, betydligt hårdare domstol, och därför är det i spelarens intresse (som Phoenix) att få sin klient förklarad oskyldig inom tre dagar, annars är spelet över.
Med undantag för det första fallet, så varierar spelet mellan två faser: undersökning, och domstolssessioner. Maximalt kan det vara tre undersökningsperioder och 3 domstolssessioner för varje rättegång, dock kan domstolssessionerna delas i två eller tre delar under den sista rättegången.